# EBC Hochschule
Die EBC Hochschule war eine private, staatlich anerkannte Fachhochschule mit internationaler, wirtschaftswissenschaftlicher Ausrichtung. Neben dem Hauptsitz in Hamburg befand sich ein weiterer Standort in Düsseldorf. Die ESO Education Group, zu der die Hochschule gehörte, beschloss unter der Begründung einer Markenkonsolidierung die Aufnahme neuer Studierender an EBC ab 2019 einzustellen und verwies Studieninteressierte an die ISM, die auch den EBC-Standort in Berlin übernahm. Der Hochschulbetrieb wurde 2022 endgültig eingestellt.

## Geschichte
Die Wurzeln der Hochschule lagen in der ersten Dolmetscherschule Deutschlands, gegründet 1934 in Hamburg. Die EBC Hochschule bot seit Ende der 1980er Jahre mithilfe von Kooperationen mit Hochschulen im Ausland Bachelor- und Masterabschlüsse an. Die staatliche Anerkennung durch den Hamburger Senat folgte im Juli 2008.
Die einzelnen, bis dahin autark agierenden Hochschulen in Hamburg, Berlin, Dresden und Düsseldorf schlossen sich im Oktober 2010 zu der EBC Hochschule zusammen.

## Kuratorium
Dem Kuratorium der EBC Hochschule gehörten an:
- Dietrich von Albedyll, ehem. Geschäftsführer Hamburg Marketing
- Jan Hofer, Chefsprecher der Tagesschau
- Frank Otto, Gesellschafter der Frank Otto Medienbeteiligungs GmbH & Co.KG
- Claudia Panke, Bürgermeisterin Wülfrath, (ehem. Geschäftsführerin Personal DB European Railservice GmbH, Personalleiterin CityNightLine CNL AG in Zürich), stellvertretende Vorsitzende des Kuratoriums
- Bernd Reinert, ehem. Staatsrat der Behörde für Wissenschaft und Forschung in Hamburg
- Ulrich Reinhardt, Zukunftsforscher und Wissenschaftlicher Leiter der BAT-Stiftung für Zukunftsfragen
- Hans-Hellmuth Retzlaff-Schröder
- Yannis Salavopoulos, MBA, Gründer & Geschäftsführer CAPITALS Circle Group GmbH, Geschäftsführer Global Sustain GmbH, Gastdozent Public Affairs, Wirtschaftsdiplomat a. D.
- Burkhard Schmidt-Schönefeldt, Geschäftsführer Trend Touristik, Ruf Reisen Holding GmbH & Co.KG
- Frank Seidensticker, Geschäftsführender Gesellschafter – Textilkontor Walter Seidensticker GmbH & Co.KG; Vorsitzender des Kuratoriums
- Dieter Swatek, ehem. Staatssekretär im Ministerium für Bildung, Wissenschaft, Forschung und Kultur des Landes Schleswig-Holstein

## Aufnahmeverfahren
Neben dem Erfüllen der formalen Voraussetzungen führte die Hochschule für die Aufnahme eines Studiums ein Aufnahmeverfahren durch. Dieses umfasste die Prüfung folgender Kenntnisse:
- Allgemeinwissen
- Logisch-analytisches Argumentationsvermögen
- Fremdsprachenkenntnisse
- Persönliches Gespräch[9]

Bei Nachweis entsprechender Vorkenntnisse bestand eine Befreiungsmöglichkeit.

## Standorte
Die EBC Hochschule umfasste folgende Standorte:
- EBC Hochschule Campus Hamburg, Esplanade 6, 20354 Hamburg
- EBC Hochschule Campus Düsseldorf, Grafenberger Allee 87, 40237 Düsseldorf[11]

## Qualitätsstandards
Ab dem Jahr 2007 erfolgten die ersten Akkreditierungen der wirtschaftswissenschaftlichen Studiengänge der EBC Hochschule durch die FIBAA. Seit 2008 war die EBC Hochschule staatlich anerkannte Fachhochschule.